# Moringa

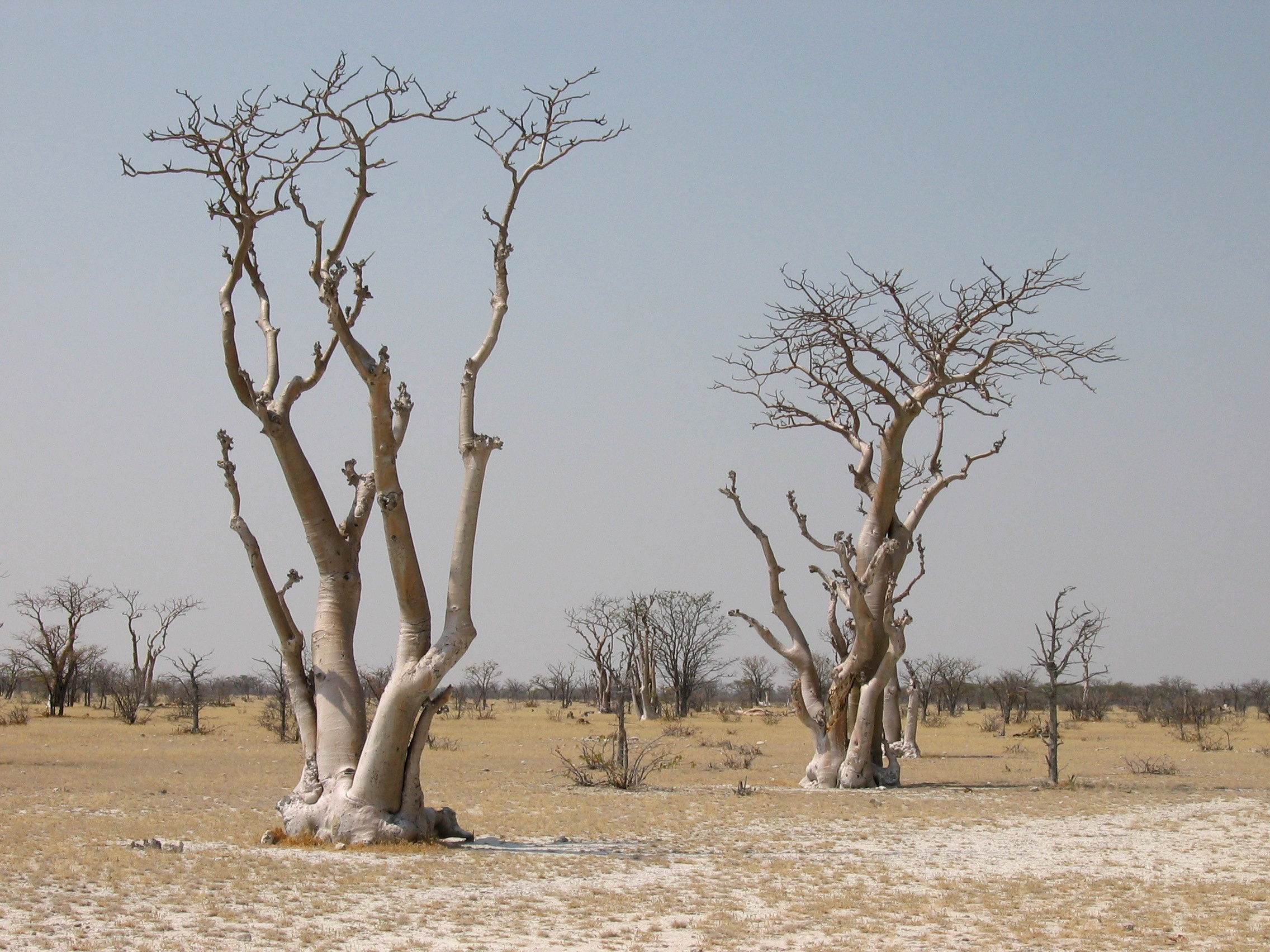
Sukulentní druh moringy Moringa ovalifolia

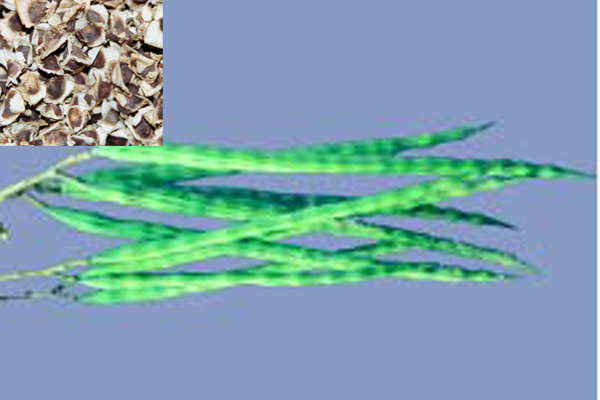
Nedozralé plody moringy olejodárné - oblíbená potrava na indickém subkontinentu

Moringa (Moringa) je jediný rod teplomilných rostlin z monotypické čeledi moringovité (Moringaceae).

## Změny v taxonomii
Čeleď moringovité byla ve starších taxonomických systémech, založených na posuzování morfologických vlastností, řazena někdy v řádu Capparales, jindy v samostatném řádu Moringales. Příchodem moderního zatřiďování podle evolučních vztahů byla taxonomickým systémem APG III čeleď moringovité začleněna do řádu brukvotvarých.

## Výskyt
Moringa se vyskytuje asi v 13 druzích historicky na indickém subkontinentu, Arabském poloostrově, Madagaskaru i v tropických a subtropických oblastech kontinentální Afriky. Její přirozený výskyt je v oblastech s vysychavou písčitou nebo jílovitou půdou. Bez újmy snáší dlouhá období sucha, ve kterých prožívá období vegetačního klidu. Roste i v místech s ročním úhrnem srážek menším než 200 mm. Pro svůj zdárný růst nutně potřebuje hodně slunce a tepla.
Nejznámější druh moringa olejodárná se kvůli zvlášť vysoké užitkovosti rozšířil téměř do celého tropického a subtropického pásma. Bývá také pěstován "průmyslově" na plantážích, které se pro co největší výnosy zakládají na místech s dostatkem vláhy a výživnou půdou, kde rostou celoročně. Některé kultivary jsou tam pro snazší sklizeň a větší výtěžnost seřezávány blízko u země a vypadají pak spíše jako keře než stromy.

## Popis
Rod moringa jsou opadavé nebo stálezelené stromy, zřídka keře (M. rivae) nebo dřevnatějící byliny (M. pygmaea). Stromy mohou vyrůst až do 20 m (M. hildebrandtii), některé mají kmen štíhlý (M. oleifera), jiné svým ztlustlým kmenem (M. ovalifolia) připomínají baobab. Ztlustlý dužnatý kmen je zásobárnou vody pro období sucha, některé druhy ho mají chráněný kůrou tlustou až 15 cm (M. concanensis). Druhy které nemají zásobu vody v kmeni, mají hluboko v zemi na kořenech velké hlízy (M. borziana). Některé se řadí mezi sukulenty (M. ovalifolia). V kůře i v měkkém světlém dřevě kmene mívají kanálky s lepivým myrosinem.
Střídavé listy bez palistů rostoucí ve spirále jsou jednou až třikrát zpeřené, lysé až drobně pýřité, lístky jsou vstřícné, celokrajné, někdy opadávající. Voňavé oboupohlavné květy, barvy bílé, žluté nebo červené, vyrůstají v úžlabí a jsou uspořádány do latnatých květenství. Ohnutých tyčinek s volnými nitkami je v květu 5, stejně tolik bývá i patyčinek, vytvářejí dva přesleny. Jediný pestík je složený ze tří plodolistů, má štíhlou čnělkou a drobnou bliznou, semeník je svrchní. Kališních lístků je pět, stejně jako korunních které bývají nestejné. Opylení zajišťuje létající hmyz nebo ptáci.
Plody jsou prodloužené, hranaté a zobákovité pukající tříchlopňové tobolky s větším množstvím semen, některá mají 3 křídla.

## Použití
Velký význam pro obyvatelstvo tropických a subtropických oblastí třetího světa má druh moringa olejodárná, strom původem z podhůří Himálaje, který se nejčastěji pěstuje pro své listy a plody. Listy syrové i vařené jsou velmi vydatnou stravou, navíc se i suší pro období nedostatku. Obsahují velká množství vitamínů, minerálů i proteinů. Stejně oblíbené a výživné jsou dozrávající plody ve tvaru zelených lusků, které se jí vařené, shodně jako květy. Semena z dozrálých plodů s velkým obsahem oleje se buďto praží a pak jsou pochoutkou, nebo se lisují a získává se nevysychavý olej vhodný v kuchyni, kosmetice i k mazání jemných strojních součástek. Využívá se i kořenů, které přestože obsahují toxický alkaloid, slouží pro svou ostrou chuť jako náhrada křenu.
V poslední době se převážně v Africe ve velké začíná pěstovat a šlechtit i druh Moringa stenopetala. Ostatní druhy moringy jsou hospodářsky bezvýznamné.

## Ohrožení
Některé druhy se vyskytují roztroušeně až vzácně, Moringa arborea je podle Červeného seznamu IUCN považována dokonce za zranitelný druh.

## Druhy
Rod moringa obsahuje těchto 13 uznávaných druhů:
- moringa olejodárná (Moringa oleifera) Lam.
- Moringa arborea Verdc.
- Moringa borziana Mattei
- Moringa concanensis Nimmo
- Moringa drouhardii Jum.
- Moringa hildebrandtii Engl.
- Moringa longituba Engl.
- Moringa ovalifolia Dinter et Berger
- Moringa peregrina (Forssk.) Fiori
- Moringa pygmaea Verdcourt
- Moringa rivae Chiov.
- Moringa ruspoliana Engl.
- Moringa stenopetala (Baker f.) Cufod.